# Síndrome del supervivent
La síndrome del supervivent (també anomenada síndrome de supervivència o culpa del supervivent) és una condició mental que ocorre quan una persona percep que ha fet malament en sobreviure un esdeveniment traumàtic quan uns altres no ho han aconseguit. La síndrome del supervivent apareix a conseqüència del trastorn per estrès postraumàtic (TPET, en les seves sigles en català, PTSD, en les seves sigles en anglès), quan aquest està relacionat amb la mort de sers estimats, quan s'ha estat testimoni de la mort d'uns altres o quan s'ha estat involucrat en una situació en la qual uns altres han mort, encara que no s'hagi estat testimoni d'aquest succés.

## De les primeres observacions al seu establiment acadèmic
Va ser observada entre els supervivents dels camps de concentració, de les bombes nuclears llançades sobre Hiroshima i Nagasaki i, en general, de la Segona Guerra Mundial, així com la Guerra de Vietnam. Se li va donar el nom de "síndrome dels camps de concentració", caracteritzada per ansietat crònica, depressió, fatiga, problemes de somni, problemes somàtics diversos, labilitat emocional, pèrdua d'iniciativa i mala adaptabilitat social, incloent aïllament social.
Askevold i Eitinger van establir que el 83 % dels supervivents als camps de concentració a Noruega havia desenvolupat aquesta síndrome.
En 1976, Lifton i Olsón van descriure el que es coneix com la síndrome del supervivent. Ho van desenvolupar a partir del desastre de Buffalo Creek. Es distingeixen diversos elements característics:
- Impressió i ansietat elevada cap a la mort. A la ment del que ho sofreix acudeixen imatges recurrents i records sobre el desastre, malsons i pensaments sobre la mort.
- Culpa per la mort d'uns altres, cerca de culpables. Apareix un sentit de culpa per la supervivència i de autocondemna per haver sobreviscut (o no haver pogut rescatar a uns altres) mentre els altres van morir.
- Embotament emocional, sentiment de degradació i dessensibilització a l'experiència
- Entorpiment psíquic, apatia, aïllament, deterioració de les relacions socials
- lluita interna per trobar alguna formulació cognoscitiva del significat del desastre (religiosa, racional, metafísica)

El pacient pateix:
- irritabilitat, ira, agressió (similar a psicopatia)
- sentiment de culpa, agressió
- trastorns físics (hipertensió, cefalees, trastorns gastrointestinals)

Si no es resol la síndrome, aquests trastorns físics i de comportament poden agreujar-se, augmentant la mortalitat entre els familiars de les víctimes que no van sobreviure.